# Perwomaiskoje (Saratow, Fjodorowka)
Perwomaiskoje (russisch Первомайское) ist ein Dorf (selo) im Rajon Fjodorowka in der russischen Oblast Saratow.

## Geografie
Perwomaiskoje liegt im europäischen Teil Russlands. Das Dorf befindet sich im östlichen Teil der Oblast Saratow östlich der Wolga. Der Große Karaman durchfließt die Gemeinde und teilt diese in zwei Teile. Die umgebende Landschaft besteht vorwiegend aus Steppe.

### Gemeindegliederung
Perwomaiskoje ist Sitz der Landgemeinde Perwomaiskoje selskoje posselenije, zu der noch die zwei Dörfern Marinowka (russisch Мариновка, früher Mannheim) und Polewodino (Полеводино) gehören. Die Gesamteinwohnerzahl der Gemeinde beträgt 945 (Stand 14. Oktober 2010).

## Geschichte
Das Dorf wurde 1850 unter dem Namen Gnadenflur (Гнаденфлюр) als Tochterkolonie von deutschen Einwanderern gegründet. Die frühen Einwohner waren vorwiegend Lutheraner, deren Vorfahren meisten aus Württemberg (Deutschland) stammten.
Die Einwohnerzahl betrug im Jahr 1912 1091 Personen, 1926 877 und 2005 1200 Personen (Gemeinde). Im Jahr 1915, vor dem Ersten Weltkrieg, wurde Gnadenflur in Florskoje umbenannt. Von 1924 bis 1941 gehörte es zur Wolgadeutschen Republik. Erst lange nach Ende des Krieges erfolgte 1927 die Rückbenennung auf den alten Ortsnamen Gnadenflur. Infolge des Zweiten Weltkrieges begann die sowjetische Führung im September 1941 mit der Deportation aller ansässigen deutschen Familien nach Sibirien. Am 19. Mai 1942 folgte dann die Umbenennung in den heutigen Namen Perwomaiskoje.